# Waschhaus (Argenteuil-sur-Armançon)

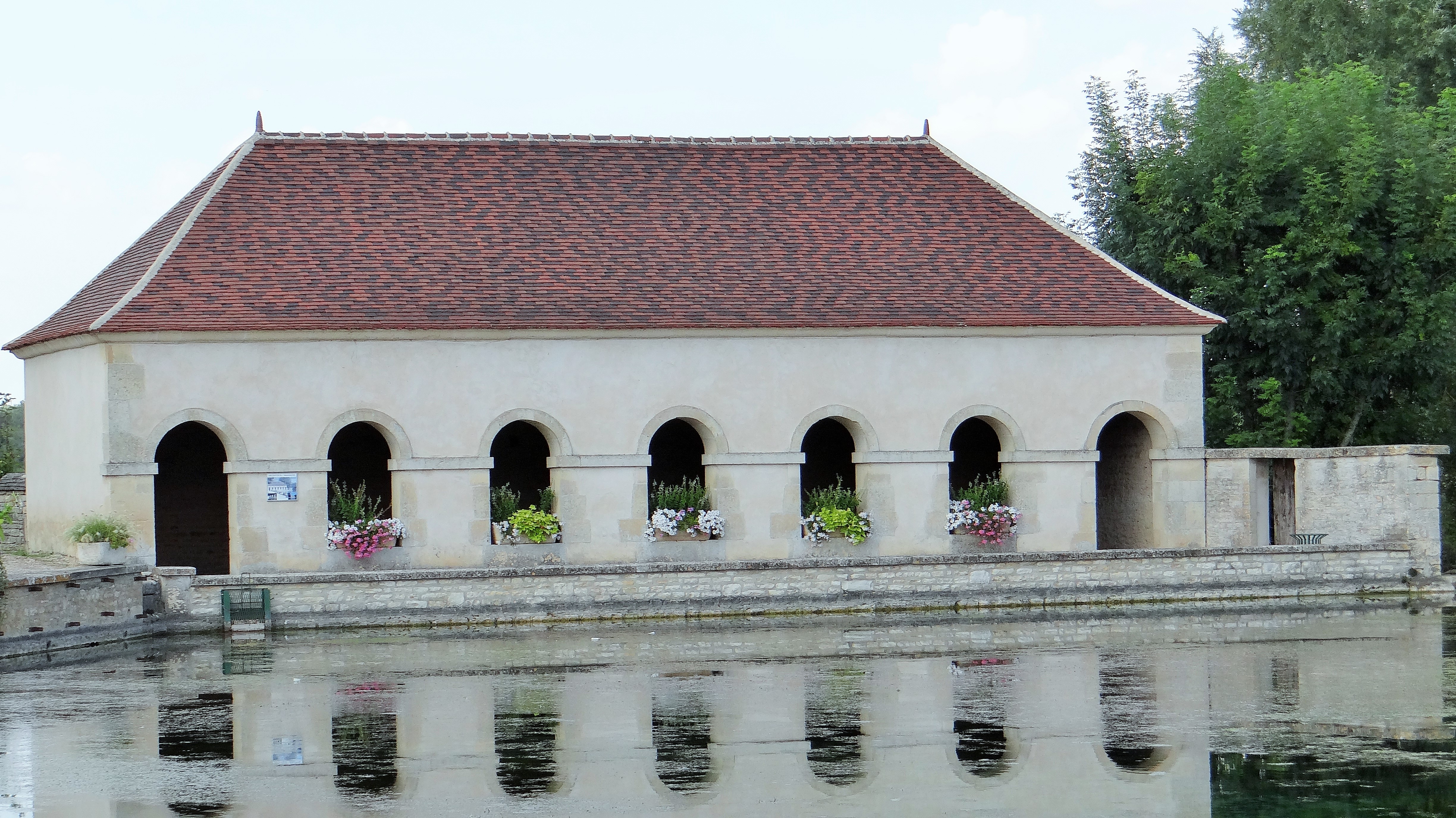
Waschhaus in Argenteuil-sur-Armançon

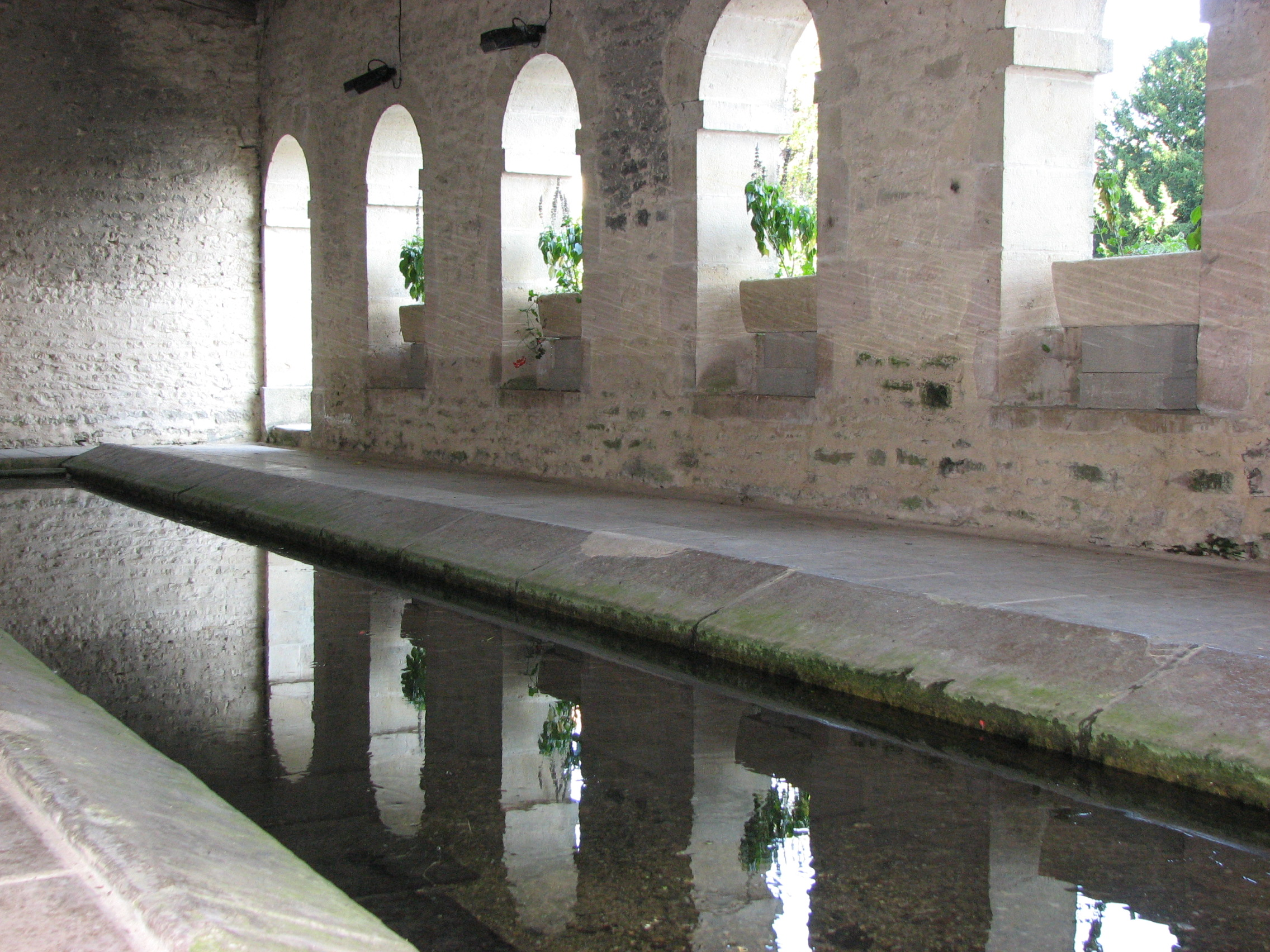
Innenansicht

Das Waschhaus (französisch lavoir) in Argenteuil-sur-Armançon, einer französischen Gemeinde im Département Yonne in der Region Bourgogne-Franche-Comté, wurde 1834/35 errichtet. Das öffentliche Waschhaus aus Bruchsteinmauerwerk steht seit 1997 als Monument historique auf der Liste der Baudenkmäler in Frankreich.
Das Gebäude im Stil des Klassizismus ist an der Ostseite mit rundbogigen Arkaden geöffnet. Das Becken wird durch einen Mühlkanal des Flusses Armançon mit Wasser versorgt.